# Camponotus arenatus
Camponotus arenatus é uma espécie de inseto do gênero Camponotus, pertencente à família Formicidae.